# ناندو بووم
Categoría:Hombres
فرناندو أورلاندو براون ، المعروف باسم ناندو بوم ، هو مغني بنمي يُعتبر ، إلى جانب إل جنرال ، أحد رواد الأسلوب الموسيقي المسمى الريغي الإسباني ، والذي تأثر منه لاحقًا الأنواع الحالية المعروفة باسم بنما بلينا .